# Юпитер (масонская ложа)
Юпитер — название нескольких масонских лож.

## Ложа «Юпитер» № 536 ВЛФ
Ложа была основана русскими и армянами — членами ложи «Золотое руно» после её раскола. Инсталлирована 16 ноября 1926 года. Фактически работала с начала 1927 года. Входила в Великую ложу Франции под № 536. Юпитер в названии ложи символизировал разум, проявленный в действии. Работала по Древнему и принятому шотландскому уставу, первоначально на улице Пюто, затем в русском масонском доме на улице Иветт. С началом оккупации фашистами Парижа прекратила работы, возобновила их 10 марта 1945 года на улице Пюто. В 1962 году собиралась совместно с ложей «Лотос», в 1963 году — с ложей «Астрея» № 500. В 1969 году объединилась с ложей «Астрея». Численность ложи за 43 года составила 182 масона.

## Ложа «Юпитер» № 7 ВЛР
19 ноября 1997 года в Звенигороде была создана ложа «Юпитер», которой был присвоен № 7 в реестре ВЛР. Ложа предполагалась как межрегиональная. Впоследствии ложа стала проводить свои собрания в Москве.
За прошедшие почти 19 лет истории ложи, она претерпевала обновления состава ложи. Часть членов ложи покинула её во время раскола 2001 года.

## Ложа «Юпитер» ОВЛР
В 2001 году из ВЛР вышла ложа «Юпитер». 16 апреля 2001 года была создана Русская великая регулярная ложа. Ложа «Юпитер» выступила учредительницей РВРЛ и вошла в её состав после учреждения.
11 октября 2008 года, на своей учредительной ассамблее, была создана Объединённая великая ложа России (ОВЛР), в юрисдикцию которой и вошла ложа «Юпитер».
С 20 августа по 27 сентября 2021 года из ложи «Юпитер» ОВЛР вышли все братья. Сейчас в ней не осталось ни одного масона.